# Saint-Pardoux-Isaac
Saint-Pardoux-Isaac är en kommun i departementet Lot-et-Garonne i regionen Nouvelle-Aquitaine i sydvästra Frankrike. Kommunen ligger i kantonen Lauzun som tillhör arrondissementet Marmande. År 2022 hade Saint-Pardoux-Isaac 1 101 invånare.

## Befolkningsutveckling
Antalet invånare i kommunen Saint-Pardoux-Isaac
| Referens: INSEE |